# Попово (Сафоновський район)
Попово (рос. Попово) — присілок Сафоновського району Смоленської області Росії. Входить до складу Прудківського сільського поселення.
Населення — 3 особи (2007 рік). 